# Shakedown (album)
Shakedown – debiutancki album duetu didżejskiego Freemasons wydany w 2007 roku nakładem wytwórni Loaded Records.

## Lista utworów
Źródła:
CD 1
| #                     | Tytuł                                      | Wykonawcy                       |
| --------------------- | ------------------------------------------ | ------------------------------- |
| 1.                    | „Intro”                                    | Freemasons                      |
| 2.                    | „Déjà Vu” (Freemasons Remix)               | Beyoncé                         |
| 3.                    | „Zap Me Lovely”                            | Trick vs. Freemasons            |
| 4.                    | „I Feel Like”                              | Freemasons feat. Amanda Wilson  |
| 5.                    | „Atlantic”                                 | Freemasons                      |
| 6.                    | „Pacific” (Saxapella)                      | Freemasons                      |
| 7.                    | „Right Here, Right Now” (Freemasons Remix) | Fatboy Slim                     |
| 8.                    | „Love Sensation” (Freemasons Remix)        | Loleatta Holloway               |
| 9.                    | „Mesmerized” (Freemasons Remix)            | Faith Evans                     |
| 10.                   | „Nothing but a Heartache”                  | Freemasons                      |
| 11.                   | „I Wasn't Kidding” (Freemasons Remix)      | Angie Stone                     |
| 12.                   | „Rain Down Love”                           | Freemasons feat. Siedah Garrett |
| 13.                   | „Most Precious Love” (Freemasons Remix)    | Blaze feat. Barbara Tucker      |
| 14.                   | „Turn Me On” (Freemasons Remix)            | Dirty Old Ann                   |
| Bonusowe utwory (MP3) |                                            |                                 |
| 1.                    | „Atlantic”                                 | Freemasons                      |
| 2.                    | „You're Not Alone Now”                     | Freemasons feat. Julie Thompson |
| 3.                    | „Desperados”                               | Freemasons                      |
| 4.                    | „Vacancies”                                | Freemasons                      |
| 5.                    | „Boy (Meets Girl)”                         | Walken                          |

CD 2
| #                   | Tytuł                                        | Wykonawcy                        |
| ------------------- | -------------------------------------------- | -------------------------------- |
| 1.                  | „In My Mind” (Freemasons Remix)              | Heather Headley                  |
| 2.                  | „Love on My Mind”                            | Freemasons feat. Amanda Wilson   |
| 3.                  | „Vacancies”                                  | Freemasons                       |
| 4.                  | „Love Don't Live Here Anymore”               | Freemasons feat. Judie Tzuke     |
| 5.                  | „Take Me 2 the Sun” (Freemasons Remix)       | Disco Freaks                     |
| 6.                  | „C'mon Get It On” (Freemasons Dub Mix)       | Studio B                         |
| 7.                  | „Boy (Meets Girl)”                           | Walken                           |
| 8.                  | „When You Touch Me”                          | Freemasons feat. Katherine Ellis |
| 9.                  | „Shine” (Freemasons Remix)                   | Luther Vandross                  |
| 10.                 | „Watchin'”                                   | Freemasons feat. Amanda Wilson   |
| 11.                 | „Desperados”                                 | Freemasons                       |
| 12.                 | „You're Not Alone Now”                       | Freemasons feat. Julie Thompson  |
| 13.                 | „I Just Can't Get Enough” (Freemasons Remix) | Herd & Fitz                      |
| 14.                 | „Rain Down Love” (After Hours Mix)           | Freemasons feat. Siedah Garrett  |
| Bonusowe utwory HMV |                                              |                                  |
| 15.                 | „Watchin'” (After Hours Mix)                 | Freemasons feat. Amanda Wilson   |
| 16.                 | „Love on My Mind” (After Hours Mix)          | Freemasons feat. Amanda Wilson   |

## Notowania
| Kraj                              | Najwyższa pozycja |
| --------------------------------- | ----------------- |
| Wielka Brytania (UK Albums Chart) | 81                |